# Viedma, Río Negro
Viedma (phát âm tiếng Tây Ban Nha: [ˈbjeðma]) là thành phố lớn thứ tư và là tỉnh lỵ tỉnh Río Negro Nam Trung Bộ Argentina. Thành phố có 47.246 cư dân (năm 2001), và nằm trên rìa phía nam của sông Negro, cách bờ biển Đại Tây Dương khoảng 30 km, và cự ly 960 km so với thành phố Buenos Aires trên quốc lộ 3. Cùng với thành phố Carmen de Patagones thành phố bên kia sông trong tỉnh Buenos Aires, thành phố này là khu định cư lâu đời nhất ở Patagonia, được thành lập bởi Francisco de Biedma y Narvaez dưới tên Nuestra Señora del Carmen vào ngày 22 tháng 4 năm 1779. Trước đây hai thành phố là một, cả hai đều được gọi là Carmen de Patagones. Pháo đài ban đầu được xây dựng ở phía nam của sông Viedma hiện đại, nhưng nó đã bị phá hủy trong vòng vài năm. Một pháo đài mới được xây dựng ở phía bắc, ở vị trí nay là Carmen de Patagones. Pháo đài này tồn tại lâu hơn nhiều, và đến nay ngọn tháp vẫn còn. Thị xã phát triển từ đây, và cuối cùng mở rộng trở lại bên kia sông vào Viedma hiện đại ngày nay.

## Khí hậu
| Dữ liệu khí hậu của Viedma, Rio Negro, Argentina  | Dữ liệu khí hậu của Viedma, Rio Negro, Argentina | Dữ liệu khí hậu của Viedma, Rio Negro, Argentina | Dữ liệu khí hậu của Viedma, Rio Negro, Argentina | Dữ liệu khí hậu của Viedma, Rio Negro, Argentina | Dữ liệu khí hậu của Viedma, Rio Negro, Argentina | Dữ liệu khí hậu của Viedma, Rio Negro, Argentina | Dữ liệu khí hậu của Viedma, Rio Negro, Argentina | Dữ liệu khí hậu của Viedma, Rio Negro, Argentina | Dữ liệu khí hậu của Viedma, Rio Negro, Argentina | Dữ liệu khí hậu của Viedma, Rio Negro, Argentina | Dữ liệu khí hậu của Viedma, Rio Negro, Argentina | Dữ liệu khí hậu của Viedma, Rio Negro, Argentina | Dữ liệu khí hậu của Viedma, Rio Negro, Argentina |
| Tháng                                             | 1                                                | 2                                                | 3                                                | 4                                                | 5                                                | 6                                                | 7                                                | 8                                                | 9                                                | 10                                               | 11                                               | 12                                               | Năm                                              |
| ------------------------------------------------- | ------------------------------------------------ | ------------------------------------------------ | ------------------------------------------------ | ------------------------------------------------ | ------------------------------------------------ | ------------------------------------------------ | ------------------------------------------------ | ------------------------------------------------ | ------------------------------------------------ | ------------------------------------------------ | ------------------------------------------------ | ------------------------------------------------ | ------------------------------------------------ |
| Cao kỉ lục °C (°F)                                | 42.9 (109.2)                                     | 40.5 (104.9)                                     | 36.5 (97.7)                                      | 33.6 (92.5)                                      | 26.0 (78.8)                                      | 22.3 (72.1)                                      | 23.2 (73.8)                                      | 28.8 (83.8)                                      | 31.6 (88.9)                                      | 34.5 (94.1)                                      | 39.9 (103.8)                                     | 43.2 (109.8)                                     | 43.2 (109.8)                                     |
| Trung bình ngày tối đa °C (°F)                    | 30.4 (86.7)                                      | 28.0 (82.4)                                      | 24.5 (76.1)                                      | 20.2 (68.4)                                      | 16.2 (61.2)                                      | 12.8 (55.0)                                      | 12.4 (54.3)                                      | 15.0 (59.0)                                      | 17.6 (63.7)                                      | 20.9 (69.6)                                      | 25.5 (77.9)                                      | 27.9 (82.2)                                      | 21.0 (69.8)                                      |
| Trung bình ngày °C (°F)                           | 22.2 (72.0)                                      | 21.0 (69.8)                                      | 17.6 (63.7)                                      | 13.6 (56.5)                                      | 9.8 (49.6)                                       | 7.0 (44.6)                                       | 6.6 (43.9)                                       | 8.3 (46.9)                                       | 10.7 (51.3)                                      | 14.1 (57.4)                                      | 18.3 (64.9)                                      | 20.9 (69.6)                                      | 14.2 (57.6)                                      |
| Tối thiểu trung bình ngày °C (°F)                 | 14.8 (58.6)                                      | 14.0 (57.2)                                      | 11.2 (52.2)                                      | 7.9 (46.2)                                       | 4.6 (40.3)                                       | 2.2 (36.0)                                       | 1.8 (35.2)                                       | 2.5 (36.5)                                       | 4.4 (39.9)                                       | 7.0 (44.6)                                       | 10.3 (50.5)                                      | 12.9 (55.2)                                      | 7.8 (46.0)                                       |
| Thấp kỉ lục °C (°F)                               | 0.5 (32.9)                                       | 2.9 (37.2)                                       | 0.2 (32.4)                                       | −2.5 (27.5)                                      | −5.3 (22.5)                                      | −8.7 (16.3)                                      | −10.8 (12.6)                                     | −7.2 (19.0)                                      | −6.7 (19.9)                                      | −5.0 (23.0)                                      | −1.6 (29.1)                                      | 2.8 (37.0)                                       | −10.8 (12.6)                                     |
| Lượng Giáng thủy trung bình mm (inches)           | 46.0 (1.81)                                      | 41.8 (1.65)                                      | 57.4 (2.26)                                      | 43.4 (1.71)                                      | 30.3 (1.19)                                      | 22.0 (0.87)                                      | 23.1 (0.91)                                      | 20.7 (0.81)                                      | 26.3 (1.04)                                      | 31.7 (1.25)                                      | 19.3 (0.76)                                      | 18.0 (0.71)                                      | 380.0 (14.96)                                    |
| Số ngày giáng thủy trung bình                     | 6                                                | 7                                                | 7                                                | 6                                                | 7                                                | 8                                                | 7                                                | 4                                                | 5                                                | 7                                                | 3                                                | 4                                                | 71                                               |
| Độ ẩm tương đối trung bình (%)                    | 51                                               | 56                                               | 63                                               | 69                                               | 73                                               | 75                                               | 74                                               | 68                                               | 64                                               | 59                                               | 49                                               | 48                                               | 62                                               |
| Số giờ nắng trung bình tháng                      | 291.0                                            | 257.1                                            | 272.8                                            | 201.0                                            | 148.8                                            | 126.0                                            | 133.3                                            | 179.8                                            | 201.0                                            | 248.0                                            | 270.0                                            | 291.4                                            | 2.620,2                                          |
| Nguồn 1: Servicio Meteorologico Nacional          |                                                  |                                                  |                                                  |                                                  |                                                  |                                                  |                                                  |                                                  |                                                  |                                                  |                                                  |                                                  |                                                  |
| Nguồn 2: Secretaria de Mineria (extremes and sun) |                                                  |                                                  |                                                  |                                                  |                                                  |                                                  |                                                  |                                                  |                                                  |                                                  |                                                  |                                                  |                                                  |